# 7354 Ishiguro
7354 Ishiguro è un asteroide della fascia principale. Scoperto nel 1995, presenta un'orbita caratterizzata da un semiasse maggiore pari a 3,1679984 UA e da un'eccentricità di 0,1161239, inclinata di 3,57744° rispetto all'eclittica.